# Oleno (cantore)
Oleno  (in greco antico: Ὠλήν?, Olēn) è un personaggio della mitologia greca.
È menzionato come mitico cantore di esistenza anteriore ai più noti Panfo, Museo, Lino, Orfeo ed Omero.

## Mitologia
Originario della Licia o del paese degli Iperborei, già Erodoto lo reputava il primo autore di inni e canti epici, inventore dell'esametro, profeta di Apollo a Delo, Delfi ed a Creta. In particolare, avrebbe trasportato il culto di Apollo e di Artemide dalla Licia a Delo, dove celebrò la loro nascita tra gli Iperborei con inni mitologici e cosmogonici che, secondo Erodoto, a Delo si tramandarono a lungo.
Anche Pausania lo ricorda come il primo innografo, menzionando i suoi inni a Giunone ed a Lucina.